# Wendy Freedman
Wendy Freedman (Toronto, 1957) é uma astrônoma canadense, trabalhando no Instituto Carnegie. Trabalha com cosmologia observacional, desenvolvimento de galáxias e de populações estelares. Trabalhou durante mais de uma década no projeto chave do telescópio espacial Hubble para a determinação da constante de Hubble. Recebeu por isto juntamente com Robert Kennicutt e Jeremy Mould o Prêmio Gruber de Cosmologia de 2009. Apresentou a Petrie Prize Lecture de 2015 e recebeu o Prêmio Dannie Heineman de Astrofísica de 2016.
É membro da Academia Nacional de Ciências dos Estados Unidos e da Academia de Artes e Ciências dos Estados Unidos.

## Obras
- The Expansion Rate and Size of the Universem, Scientific American, Novembro de 1992